# Hugo Lapalus
Hugo Lapalus (Annecy, 9 juli 1998) is een Franse langlaufer.

## Carrière
Lapalus maakte zijn wereldbekerdebuut in maart 2019 in Falun. In december 2019 scoorde hij in Davos zijn eerste wereldbekerpunten. In januari 2020 behaalde hij in Val di Fiemme zijn eerste toptienklassering in een wereldbekerwedstrijd. Op de wereldkampioenschappen langlaufen 2021 in Oberstdorf eindigde hij als 21e op de 15 kilometer vrije stijl. Op de estafette sleepte hij samen met Maurice Manificat, Clément Parisse en Jules Lapierre de bronzen medaille in de wacht.

## Resultaten

### Wereldkampioenschappen
| Jaar | Plaats     | Resultaten                                                     |
| ---- | ---------- | -------------------------------------------------------------- |
| 2021 | Oberstdorf | 21e 15 km vrije stijl · DNF 30 km skiatlon · 4×10 km estafette |

### Wereldbeker
| Legenda | Legenda            |
| ------- | ------------------ |
| TdS     | Tour de Ski        |
| NO      | Nordic Opening     |
| LT      | Lillehammer Triple |
| RT      | Ruka Triple        |
| WBF     | Wereldbekerfinale  |
| STC     | Ski Tour Canada    |
| ST      | Ski Tour           |

Eindklasseringen
| Seizoen   | Algm | DI  | SP | TdS |
| --------- | ---- | --- | -- | --- |
| 2019/2020 | 52e  | 36e | –  | 36e |
| 2020/2021 | 24e  | 21e | –  | 10e |